# Ваппенханс, Вальдемар
Вальдемар Ваппенханс (нем. Waldemar Wappenhans; 21 октября 1893, Берлин, Германская империя — 2 декабря 1967, Ганновер, ФРГ) — группенфюрер СС, генерал-лейтенант полиции, руководитель СС и полиции на Волыни и в Брест-Литовске.

## Биография
Вальдемар Ваппенханс родился 21 октября 1893 года в семье профессора Фридриха Ваппенханса. С 1902 года учился в кадетской школе в Карлсруэ, затем в военно-учебном заведении в Лихтерфельде. В июне 1914 года получил звание лейтенанта. 
С начала Первой мировой войны числился в 5-м баденском пехотном полку, а в 1914 году стал батальонным адъютантом 239-го пехотного полка. В апреле 1915 года был тяжело ранен осколком снаряда. После выздоровления в январе 1916 года переведён в авиационные войска, проходил обучение в 55-м полевом авиационном отделении. В декабре 1916 года был вновь ранен и до марта 1917 года лечился в лазарете. С марта 1917 года был пилотом 300-го авиационного отряда «Паша» в Палестине. В 1918 году командовал 27-й эскадрильей на Западном фронте. 
После войны был задействован в пограничной службе в Силезии и демобилизовался в 1923 году в звании оберлейтенанта. В октябре 1923 года женился. Впоследствии работал волонтёром в кампании Halpaus-Zigaretten и в итоге стал руководителем филиала этой фирмы в Данциге. Кроме того, был представителем данцигской авиационной ассоциации. Через Вернера Лоренца в начале 1930 года познакомился с рейхсфюрером СС Генрихом Гиммлером. 1 февраля 1931 года вступил в НСДАП (билет 456090) и СС (№ 22924). 
До ноября 1931 года был начальником штаба нескольких абшнитов СС в Данциге. С февраля по сентябрь 1932 года был руководителем 7-го абшнита СС в Данциге. С сентября 1932 по 1 апреля 1933 года был командиром 19-го штандарта СС «Вестфалия-Север». В марте 1933 года был избран в прусский ландтаг. С апреля по декабрь 1933 года командовал штандартом СС «Везер», а затем до конца октября 1934 года — штандартом СС «Восточная Фризия». После этого был руководителем формирований оберабшнита СС «Северо-восток». С начала апреля 1935 года был командиром 9-го абшнита СС в Вюрцбурге. 
В 1935 году встретил Германа Геринга, которого знал ещё с учёбы в кадетской школе в Карлсруэ и в январе 1936 года присоединился к люфтваффе. С марта до середины апреля 1937 года проходил службу в разведгруппе № 127. С апреля 1938 года возглавил 17-й абшнит СС в Аугсбурге. С мая 1938 года был командиром штаба оберабшнита СС «Остзее». С ноября 1938 года по 1 января 1942 года возглавлял 33-й абшнит СС в Шверине. 

С 4 сентября 1941 по 1 сентября 1942 года был руководителем СС и полиции на Волыни и в Брест-Литовске. Впоследствии до апреля 1943 года являлся руководителем СС и полиции в Николаеве, а с 4 октября 1942 по октябрь 1943 года был руководителем СС и полиции в районе Днепропетровска и Кривого Рога. Ваппенханс сделал следующее заявление: 
Акции должны осуществляться таким образом, чтобы перемещения в главных областных городах и районах были одновременными. Я подчёркиваю, что при таком объеме крупномасштабных операций будут неизбежны некоторые инциденты, и что их беспрепятственное проведение до сих пор представляется особенно значимым.
На Волыни еврейские общины были уничтожены. В сентябре 1942 года эсэсовцы убили 13 000 евреев из гетто во Владимире-Волынском. С мая по декабрь 1942 года в ходе массовых убийств на Волыни погибло 160 000 евреев.
С октября 1943 года был начальником СС для особых поручений при высшем руководителе полиции и СС на Украине Гансе Адольфе Прютцмане. После этого находился в отпуске по состоянию здоровью. В его обследовании, проведённом в марте 1944 года, было написано:
Он производит впечатление взволнованного и обессиленного человека. [...] Я полагаю, что с медицинской точки зрения ему срочно необходимо упокоиться и вновь обрести душевное равновесие.
В январе 1945 года был переведён на Западный фронт к генералу-фельдмаршалу Вальтеру Моделю. В конце войны ему было приказано пробиваться к Берлину, однако Ваппенханс дезертировал и отправился в Ханенклее, где проживала его семья.

### После войны
После окончания войны скрывался под именем Ганса Зеемана и был сельскохозяйственным рабочим. В ноябре 1949 года был разоблачён, но благодаря вмешательству британской разведывательной службы ему удалось избежать ареста уголовной полиции Ганновера. Ваппенханс получил новые документы на своё настоящее имя и был допрошен следователями британской разведслужбы в Херфорде, рассказав о своем участии в борьбе против партизан в Советском Союзе. На допросах заявлял, что узнал о расстрелах еврейского населения только в России и уверял, что это происходило без его ведома. Прошёл процедуру денацификации в суде Билефельда. Ваппенханс работал в фирме по торговле кофе Heimbs & Co в Брауншвейге. Умер 2 декабря 1967 года в Ганновере.